# نادرة العاني
نادرة عايف حبيب العاني وهي سياسية عراقية من محافظة الأنبار شغلت منصب عضو في مجلس النواب العراقي بين عامي 2005 و 2010 عن قائمة جبهة التوافق العراقية.
وقد شغلت منصب مقرر لجنة المرأة والأسرة والطفولة في المجلس.
نادرة العاني حاصلة على بكالوريوس من قسم العلوم الإسلامية في كلية الآداب بجامعة بغداد في سنة 1974، كما حصلت على شهادة الماجستير من كلية التربية/ابن رشد في جامعة بغداد عن بحثها «مباحث علوم القرآن عند ابن بطال المالكي القرطبي (ت 449 هـ) في ضوء شرحه لصحيح البخاري»، وحاصله على شهادة الدكتوراه من كلية العلوم الإسلامية في جامعة بغداد عن بحثها «تفسير سورة الفرقان عند الإمامين ابن الجوزي وابن عاشور».

## روابط خارجية
- صفحة الفيسبوك